# 防衛大学校学生保険金詐欺事件
防衛大学校学生保険金詐欺事件（ぼうえいだいがっこうがくせいほけんきんさぎじけん）は、2013年に防衛大学校で発覚した組織的防衛不祥事。

## 詳細
2013年6月中旬に三井住友海上火災保険から防衛大学校の医務室への問い合わせで、防衛大学校の学生5人が実際は負傷していないのに入院した等と偽って保険会社保険金を騙し取ったことが発覚し、警務隊によって詐欺容疑で書類送検された。
犯人は、10万円未満の保険金を受け取りには診断書が必要とされないという制度を悪用し、PCで記載事項を改竄した『受診カード』を偽造していた。
この5人が任官した先輩から教わったと捜査員に対して供述しており、警務隊は組織的かつ継続的な犯行が行われているものと見てこの事件の徹底究明に乗り出すとともに同年9月27日付で彼らに退校処分（懲戒免職）を下した。
警務隊は、聴取で得られた供述をもとに卒業を控えていた4学年を優先的に調査してきたが、2014年3月7日に新たに4学年の5人を書類送検した。
防衛大学校は、これを受けて、この5人も退校処分とした。
なお、送検を受けた横浜地方検察庁は、2014年3月29日までに10人全員を起訴猶予処分とした。
2014年3月7日に新たに送致された5人の中に2013年9月に退校処分された学生と同室に居住していた学生がいたことから、手口を共有していたと見られている。
なお、同校では長期間に亘ってこの手法が継続しているものと見て再発防止のための調査委員会を設置すると共に、刑法上の公訴時効である7年に満たない卒業生に対しても捜査を拡大した。
2014年4月11日には、防衛大学校は本事件に関与した本科3学年2人と2学年1人の計3人を新たに退校処分とした。また、同年9月2日、防衛省は現職であった3等海尉2人と3等空尉2人を、防衛大学校在籍時の2013年に本事件に関わっていたとして、懲戒免職処分を下した。
なお、この他にも、防衛大学校の卒業時に任官辞退して民間企業に就職した1人が本事件に関与しており、後に書類送検された。